# Bachowice
Bachowice – wieś w Polsce położona w województwie małopolskim, w powiecie wadowickim, w gminie Spytkowice, na wysokości 260–310 m n.p.m., na Pogórzu Wielickim, nad Bachówką, dopływem Wisły.
| SIMC    | Nazwa         | Rodzaj     |
| ------- | ------------- | ---------- |
| 0067620 | Dół           | część wsi  |
| 0067636 | Góra          | część wsi  |
| 0067725 | Górki         | przysiółek |
| 0067731 | Kaniów        | przysiółek |
| 0067642 | Na Bajorze    | część wsi  |
| 0067659 | Na Pagórze    | część wsi  |
| 0067665 | Pod Borem     | część wsi  |
| 0067671 | Przy Cegielni | część wsi  |
| 0067688 | Przy Gościńcu | część wsi  |
| 0067694 | W Potoku      | część wsi  |
| 0067702 | Wróblówki     | część wsi  |
| 0067719 | Za Potokiem   | część wsi  |

## Nazwa
Miejscowość ma metrykę średniowieczną i istnieje co najmniej od XIII wieku. Wymieniona po raz pierwszy w 1297 w dokumencie zapisanym w języku łacińskim jako Bachowice, Bachovicz, Batkowicz, Rathovicz, Bechovicz, Bachouicze .
Nazwę miejscowości w zlatynizowanej staropolskiej formie Bachowicze villa wymienia w latach 1470–1480 Jan Długosz w księdze Liber beneficiorum dioecesis Cracoviensis.

## Historia
Miejscowość weszła na karty historii w 1297 kiedy książę cieszyńsko-oświęcimski Mieszko cieszyński wydaje dokument zezwalający powtórnie urządzić jezioro (lacus) przeznaczone do hodowli ryb w okolicach miejscowości, które wcześniej zostało zamulone wylewem Wisły .
W 1324 Jan oświęcimski nadał dworzaninowi Żegocie prawo do polowania na grubą zwierzynę oraz „podskoki” w lasach bachowickich. W 1452 w miejscowości miał miejsce pożar . W 1595 roku wieś położona w powiecie śląskim województwa krakowskiego była własnością wojewodziców krakowskich: Gabriela, Andrzeja i Jana Magnusa Tęczyńskich. Wieś wraz z folwarkiem wchodziła w 1662 roku w skład hrabstwa tęczyńskiego Łukasza Opalińskiego.
W latach 1954–1960 wieś była siedzibą gromady Bachowice. W latach 1975–1998 miejscowość administracyjnie należała do województwa bielskiego.
Na terenie wsi działalność duszpasterską prowadzi Kościół Rzymskokatolicki (parafia Najświętszego Serca Pana Jezusa).

## Urodzeni w miejscowości
W Bachowicach w 1919 roku urodził się Rudolf Warzecha.